# Ozemlje
Ozemlje je izraz za veće ili manje zemljopisno područje. Predstavlja dio površine zemlje, koja pripada političkim, ili administrativnim jedinicama (npr. "državni teritorij", "vanjski teritoriji"), ili plemenskoj kulturom, životinjskoj skupini, povijesnim događaju (kao što je "oslobođeno područje") ili se odnosi na drugi zemljopisni pojam (npr. "ozemlje južno od Drave").